# Jan, syn Jana (biskup)
Jan, syn Jana (zm. 1468/1469) – franciszkanin, biskup natureński (Athyria) 1434, biskup pomocniczy gnieźnieński 1434–1468/1469, sufragan poznański 1443, sufragan włocławski 1444.
Był spokrewniony z mieszczaninem z Kłecka koło Gniezna, być może wywodził się z tej okolicy. W bliżej nieznanym czasie uzyskał stopień bakałarza teologii.

30 listopada 1434 uzyskał papieska nominacje na tytularną stolicę natureńską po śmierci Erazma Willicha, sufragana gnieźnieńskiego.
Jako sufragan gnieźnieński 19 lipca 1436 w Trzemesznie jako świadek na dokumencie, 3 listopada 1437 brał udział w Gnieźnie w konsekracji arcybiskupa Wincentego Kota. W dniach 13-14 września 1439 przebywał u kanoników regularnych w Trzemesznie, gdzie konsekrował cmentarz i trzy ołtarze. 21 maja 1440 w Łowiczu udzielił niższych święceń kapłańskich. W maju 1441 uczestniczył w synodzie prowincjonalnym w Łęczycy.
W 1443 poświadczony jako sufragan poznański, 6 maja w Warszawie udzielił odpustu tamtejszemu szpitalowi Ducha Św. Natomiast 20 września 1444 poświadczony jest w Gdańsku, gdzie wystawił przywilej odpustowy dla kościoła śś. Piotra i Pawła jako  sufragan biskupa włocławskiego. Jan nie ustąpił z sufraganii gnieźnieńskiej a jedynie łączył funkcje. 22-23 października 1447 był obecny we Wrocławiu jako delegat arcybiskupa gnieźnieńskiego udzielający święceń nowemu biskupowi. Uzyskał od papieża Kaliksta III bullą z dnia 25 lutego 1455 zgodę na posiadanie beneficjum będącego źródłem stałego dochodu. 15 września 1459 jako sufragan gnieźnieński udzielił święceń kapłańskich. W tym samym charakterze przed 1453 nadał odpust Bractwu Kapłańskiemu z dekanatu miłosławskiego diecezji poznańskiej. 31 maja 1441 współkonsekrował w Pińczowie Jakuba z Siennna, biskupa krakowskiego. 9 maja 1467 obecny na zjeździe generalnym w Piotrkowie, gdzie był współwystawcą odpustu dla kaplicy św. Walentego i św. Andrzeja w Obrze, usytuowanej przy klasztorze cysterskim.
Zmarł nie później, jak na przełomie 1468/1469, gdyż 21 czerwca 1469 prowizję na biskupstwo natureńskie uzyskał Antoni, sufragan gnieźnieński.